# Schloss Zyrowa

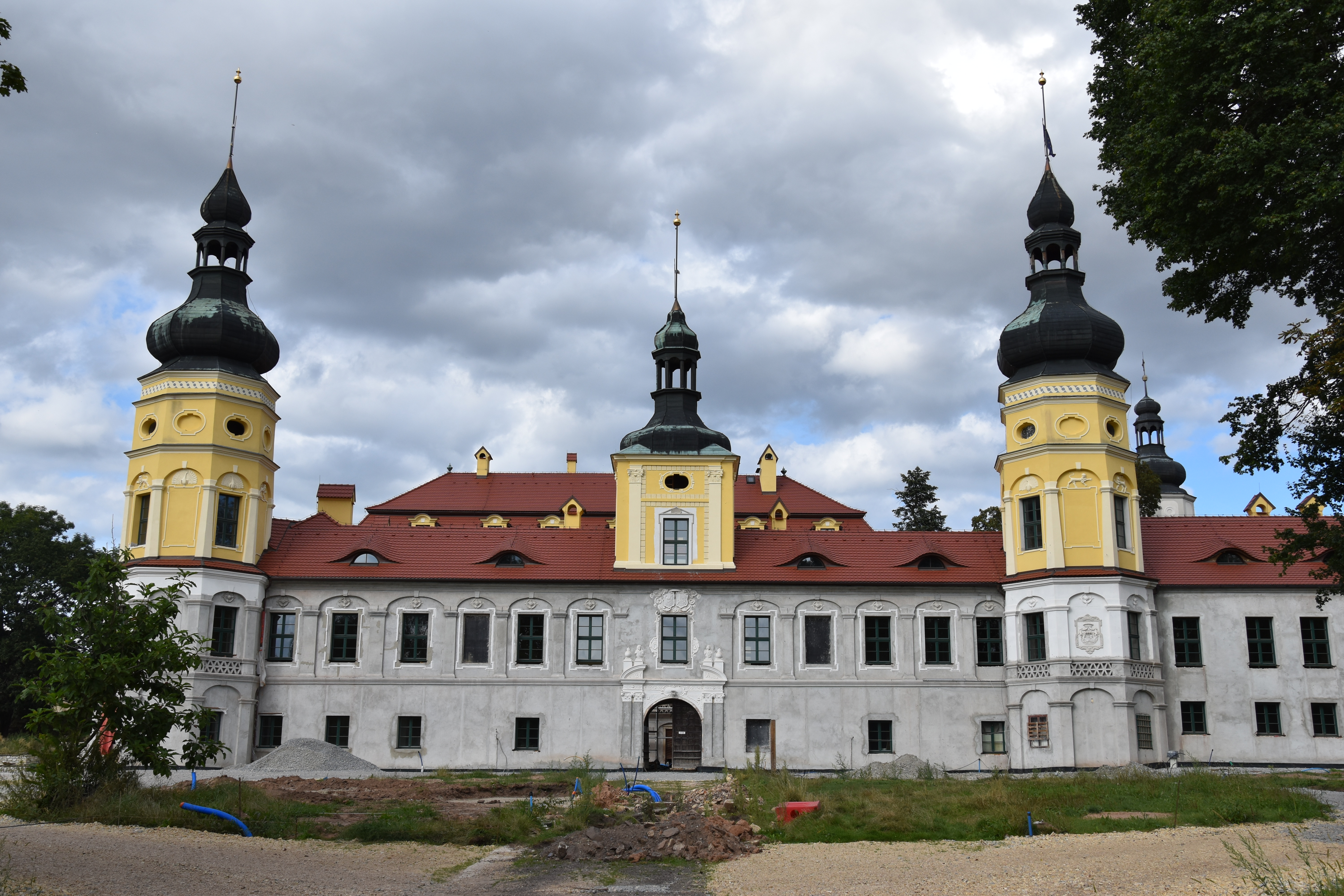
Schloss Zyrowa, Südfassade (2020)

Das Schloss Zyrowa (polnisch Pałac w Żyrowej) ist eine Schlossanlage in Żyrowa (deutsch: Zyrowa) im Powiat Krapkowicki (Krappitz) der Woiwodschaft Opole (Oppeln) in Polen.

## Geschichte

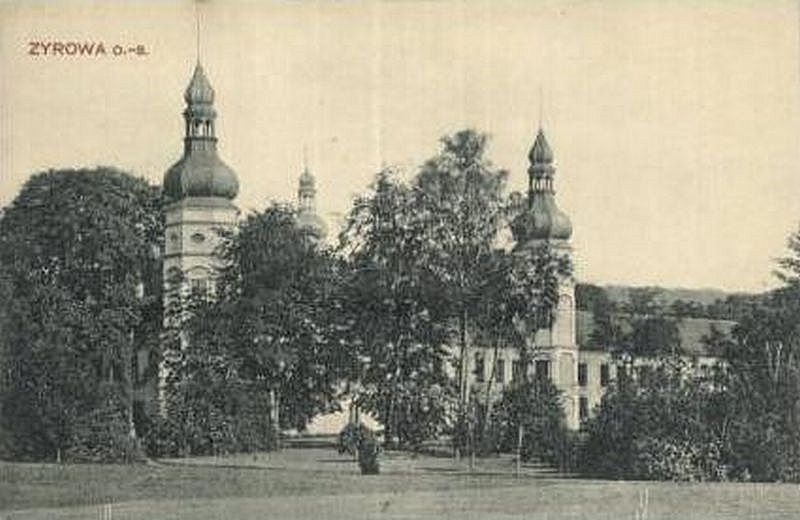
Schloss Zyrowa um 1910

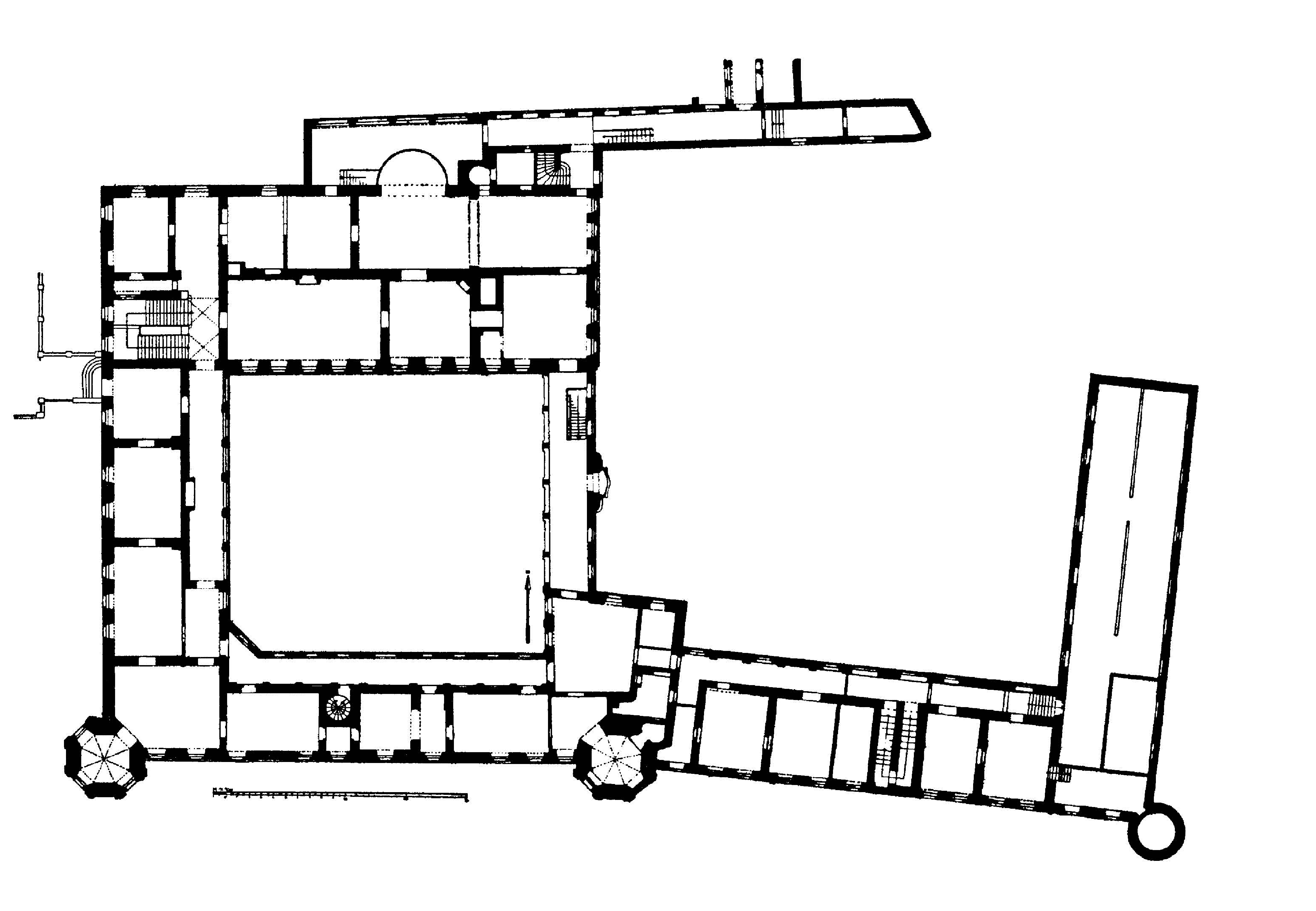
Grundriss

Das Schloss entstand 1631–1644 im Auftrag des Oppeln-Ratiborer Landeshauptmanns Melchior Ferdinand von Gaschin. Beim Bau des Schlosses wurden die Grundmauern des Vorgängerbaus mit einbezogen, welcher bis 1629 der Familie Zyrowsky gehörte. Unter dem Herren von Gaschin entwickelte sich das Schloss zu einem beliebten Treffpunkt des schlesischen und österreichischen Hochadels. 1852 wurde die Herrschaft Zyrowa unter Reichsgraf Ferdinand von Gaschin an den preußischen Gesandten Max Friedrich Carl Franz Graf von Hatzfeld-Schönstein verkauft. 1899 erwarb Johannes Graf von Francken-Sierstorpff das Schloss. Dieser ließ das verfallene Gebäude wieder aufbauen. Die teils zerstörte Fassade wurde wieder original rekonstruiert.
1910 weilten Friedrich Franz IV. (Mecklenburg), Großherzog von Mecklenburg, sowie Kaiser Wilhelm II. im Schloss Zyrowa. Beim 3. Aufstand in Oberschlesien 1921 wurde das Schloss geplündert. Bis 1945 war das Schloss im Besitz der Familie Francken-Sierstorpff.
Während des Zweiten Weltkriegs beherbergte das Schloss ein Militärarchiv. Im Frühjahr 1945 wurde es durch die Rote Armee geplündert und verwüstet. Nach 1945 wurde es verstaatlicht und im Schloss eine PGR Żyrowa eingerichtet. 1959–1960 wurde der Schlossbau saniert und umgebaut und danach ein Kinderheim eingerichtet. Ab 1982 stand das Gebäude leer. 1985 erwarb die Firma Remak aus Oppeln den Schlossbau. Ab 1992 stand das Gebäude erneut leer. Zwischen 1998 und 2007 gehörte die Anlage der Firma ARG Jaga in Sosnowiec.
1958 wurde der Schlossbau unter Denkmalschutz gestellt.

## Architektur
Das Schloss entstand im Stil des Barock. Die Schlossanlage besitzt einen rechteckigen Grundriss mit einem Innenhof und einem erweiterten L-förmigen Ostflügel. Der rechteckige zweistöckige Vorderbau wird durch zwei große achteckige Türme mit Zwiebelhauben flankiert. Über dem Hauptportal befindet sich ein kleiner quadratischer Turm. Die Innenausstattung entstand im neobarocken Stil Anfang des 20. Jahrhunderts.

## Schlosspark

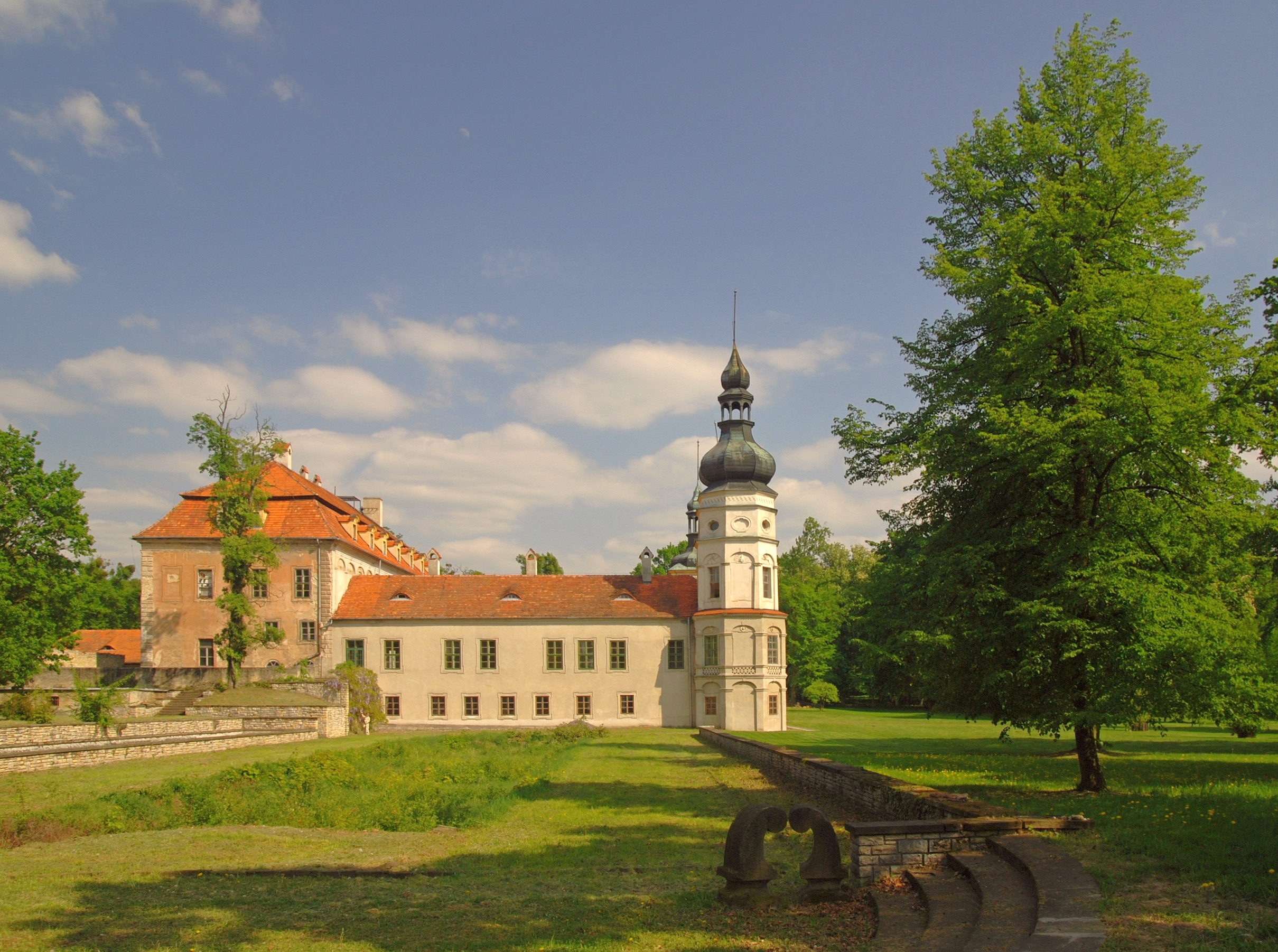
Schlosspark

Angrenzend an die östliche und südliche Seite liegt der Schlosspark mit einer Größe von 11 Hektar. Der Park besitzt eine Vielzahl an alten exotischen Bäumen. Dieser steht seit 1985 unter Denkmalschutz.